# Tristagma malalhuense
Tristagma malalhuense är en amaryllisväxtart som beskrevs av Pierfelice Ravenna. Tristagma malalhuense ingår i släktet Tristagma och familjen amaryllisväxter. Inga underarter finns listade i Catalogue of Life.